# Área de Proteção Ambiental do Itapiracó
A Área de Proteção Ambiental do Itapiracó foi criada pelo Decreto Estadual nº 15.618 de 1997 e está localizada nos municípios de São Luís e São José de Ribamar, Maranhão.
A APA está inserida em área urbana, sofrendo constante pressão antrópica. Tem com uma área total de 322 hectares, incluindo zonas de matas de galeria, conservando mais de 200 espécies de fauna e flora amazônicas. 

## Histórico
Antes de se tornar uma unidade de conservação, a área abrigava a Estação de Pesquisa do Ministério da Agricultura, sendo espaço utilizado para o cultivo de frutas cítricas e outras árvores frutíferas, além da criação de porcos e aves. Com a desativação das atividades do Campo Experimental do Itapiracó pelo Ministério, a área foi devolvida ao Departamento de Patrimônio da União (DPU).
Com o fim das atividades do Ministério, a Secretaria de Meio Ambiente do Maranhão obteve um Termo de Comodato em Brasília para a administração da área.
Após a realização de estudos, o Decreto nº 15.618 de 23 de junho de 1997 criou a Área de Proteção Ambiental do Itapiracó. A Reserva do Itapiracó é regulamentada como uma unidade de conservação de uso sustentável, classificação que autoriza o acesso do homem aos recursos naturais e até mesmo o povoamento da região.
Em 2017, o espaço ganhou mais de 15 praças, campos de futebol, futebol de praia e futevôlei, parquinhos infantis, circuito de skate, trilhas ecológicas, pista de cooper e áreas de estacionamento. O parque contém mais de 10 km de áreas para caminhada e foi considerado o maior centro de lazer do estado, também recebendo eventos e programações especiais. 

## Caracterização e importância

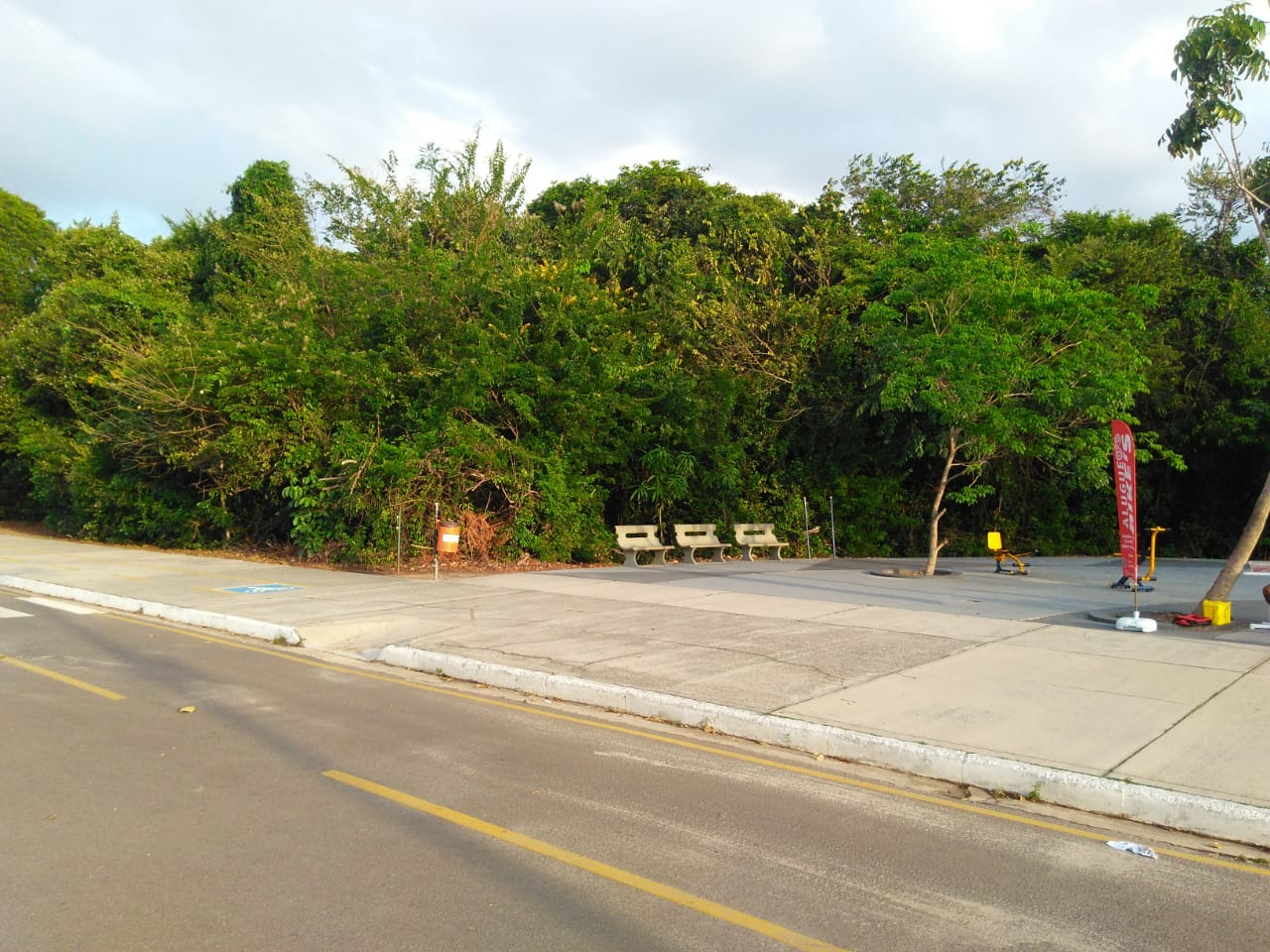
Praça localizada na entrada da APA.

A Área de Proteção Ambiental é localizada na região urbana da Região Metropolitana de São Luís, nos limites municipais entre a capital e o município de São José de Ribamar, em uma área de 322 hectares com cobertura vegetal enquadrada dentro da formação do bioma amazônico.
A unidade está inserida numa região de clima tropical, quente e úmido, com temperatura mínima na maior parte do ano entre 20-23ºC e a máxima geralmente entre 29-32ºC. É caracterizada por duas estações distintas: chuvosa, de janeiro a julho, e a seca, de agosto a dezembro, com média pluviométrica de 2325 mm.
A APA foi criada com os objetivos de proteger as nascentes, a recarga de aquíferos, preservar a biodiversidade remanescente do domínio amazônico e o uso sustentável dos recursos naturais, validados através da educação ambiental e turismo ecológico.
Na APA, está localizada uma Estação Meteorológica do Instituto Nacional de Meteorologia (INMET), vinculada ao o 2º Distrito de Meteorologia, e que tem como objetivos fazer observações meteorológicas e transmiti-las ao Centro de Transmissão Regional de Telecomunicações Meteorológicas.

## Biodiversidade

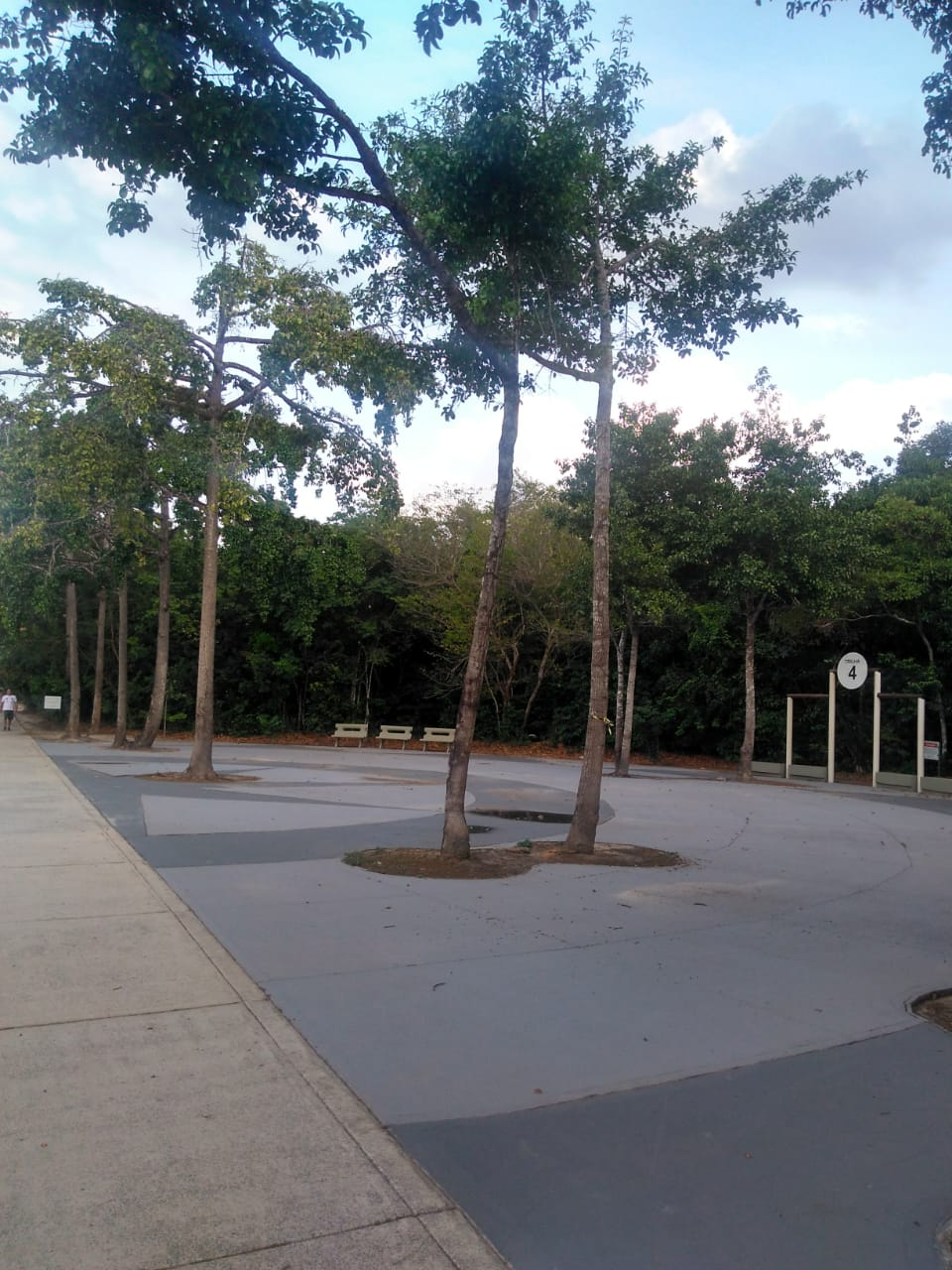
Praça localizada no interior da APA.

A região do Itapiracó também foi considerada uma Área de Preservação Ambiental (APA) por reunir variedade de fauna, flora e nascentes de rio. Foram catalogadas na reserva 174 espécies de animais e 33 espécies de plantas remanescentes de floresta amazônica, além de quatro nascentes de rio.

### Flora
Entre as espécies vegetais da APA estão: o bacuri (Platonia insignis), andiroba (Carapa guaianensis); angelim (Hymenolobium petraeum); embaúba (Cecropia pachystachya); ipê (Tabebuia chrysotricha), açaí (Euterpe oleracea), buriti (Trithrinax Acanthocoma), piquiá (Caryocar vilosum), pau d’arcos (Tabebuia serratifolia e Tabebuia alba), a barriguda (Bombax paraensis), o jatobá (Hymenaea courbaril), o pau-roxo (Peltogyne confertiflora), o marfim (Agonandra brasiliensis), a amescla ou breu (Protium heptaphyllum), a mirindiba (Terminalia sp), tucum (Astrocaryum vulgare), dentre outras.

### Fauna
A fauna também é diversa, contando com: cuíca (Caluromys philander, Gracilinanus agilis, Marmosa murina e Monodelphis domestica), mucura (Didelphis marsupialis), jiboia (Epipremnum pinnatum); preguiça (Bradypus variegatus), paca (Uniculus paca), cutia (Dasyprocta aguti), além de espécies de sapos, camaleões, cobras, rãs, tatus e animais de pequeno porte.

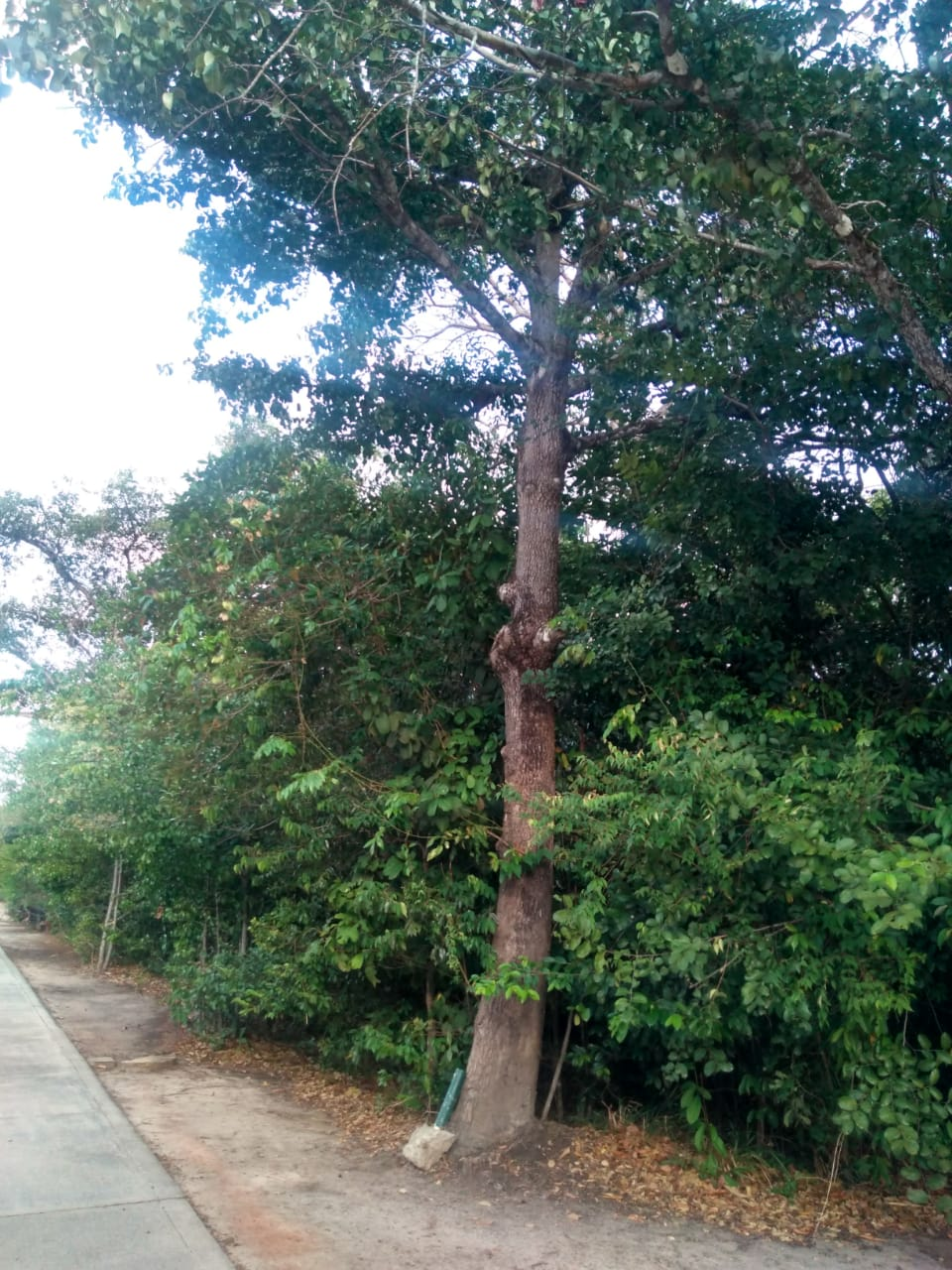
Vegetação da unidade de conservação

Somente no grupo de pássaros que habita a região, são mais de 141 espécies como garcinha-branca (Egretta thula), gaviãozinho (Gampsonyx swainsonii), carcará (Caracara plancus), anu-preto (Crotophaga ani), pipira-vermelha (Ramphocelus carbo), jandaia (Aratinga jandaya), maracanã (Diopsittaca nobilis), urubu-de-cabeça-amarela (Cathartes burrovianus), coruja-buraqueira (Athene cunicularia), bacurau (Nyctidromus albicollis), bem-te-vi (Pitangus sulphuratus), canário-da-terra (Sicalis flaveola), dentre outras.
Já as nascentes de rio encontradas na reserva fazem parte da microbacia do riacho Itapiracó, integrante da bacia hidrográfica do rio Paciência.

## Conservação
Entre os fatos de ameaça à conservação da APA do Itapiracó estão: retirada da mata ciliar das margens do Riacho Itapiracó, causando a erosão e instabilidade das margens e o assoreamento dos cursos d’água; poluição da água e do solo; diminuição e perda da biodiversidade; diminuição e perda de habitat; alteração do ecossistema natural; aumento de pressão antrópica sobre os recursos naturais das áreas de proteção e ocupação irregular em torno da área.